# Kamári (Santorin)
Pour les articles homonymes, voir Kamári.
Kamári, en grec moderne : Καμάρι, est un village de l'île de Santorin, dème de Thíra, d'Égée-Méridionale, en Grèce.
Selon le recensement de 2011, la population du village s'élève à 1 344 habitants.